# Wildkatze

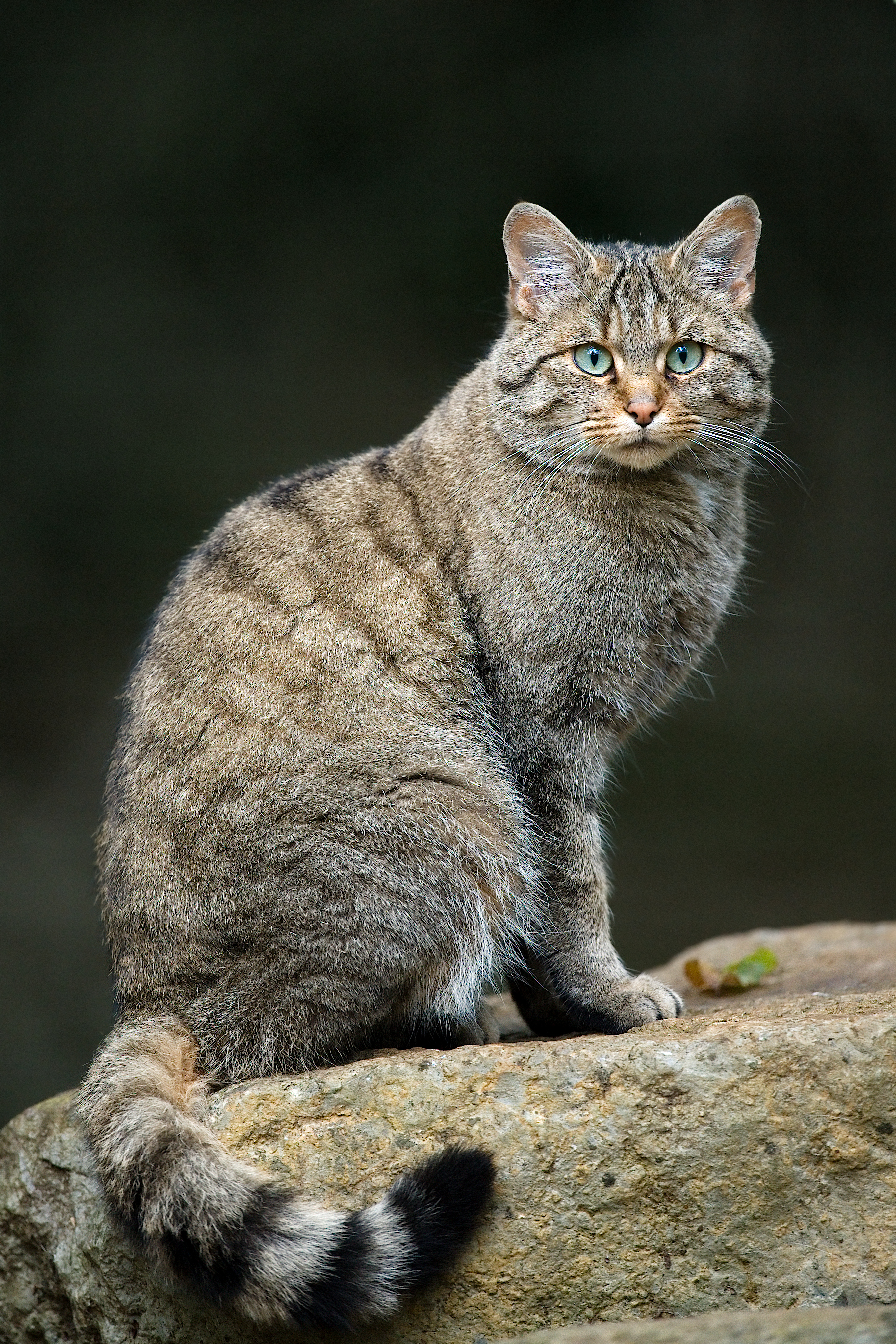
Europäische Wildkatze (Felis silvestris silvestris)

Als Wildkatze werden vier Arten bzw. Unterarten aus der Gattung der Echten Katzen (Felis) bezeichnet.
- Die Europäische Wildkatze oder Waldkatze (Felis silvestris) ist in Europa, auf einigen Mittelmeerinseln, in Anatolien sowie im Kaukasus und Nordkaukasus verbreitet und zeichnet sich vor allem durch den buschigen Schwanz aus, der in einer breiten, stumpfen Rundung endet. Am Schwanzende finden sich häufig drei schwarze „Kringel“. Das Fell ist dicht, das Streifenmuster recht auffällig, aber auch oft verwaschen.[1]
- Die Afrikanische Wildkatze oder Falbkatze (Felis lybica lybica) Nord-, West- und den Norden von Ostafrika, die Arabische Halbinsel und angrenzende Teile Südwest-Asiens sowie einige Mittelmeerinseln. Sie ist durch den spitz zulaufenden Schwanz, rötliche Ohr-Hinterseiten und ein unscheinbares Streifenmuster gekennzeichnet. Von ihr stammt die Hauskatze (Felis catus) ab.[1]
- Die Südafrikanische Wildkatze (Felis lybica cafra) bewohnt Afrika südlich des Kongobeckens.[1]
- Die Asiatische Wildkatze oder Steppenkatze (Felis lybica ornata) ist von Iran bis ins westliche Indien und Zentralasien verbreitet, wo sie bis Nordwestchina und in die Mongolei vordringt. Sie ähnelt der Afrikanischen Wildkatze, unterscheidet sich von dieser aber durch das Fellmuster, das mehr gefleckt als gestreift ist.[1]

## Belege
1. 1 2 3 4  
Kitchener A. C., Breitenmoser-Würsten Ch., Eizirik E., Gentry A., Werdelin L., Wilting A., Yamaguchi N., Abramov A. V., Christiansen P., Driscoll C., Duckworth J. W., Johnson W., Luo S.-J., Meijaard E., O’Donoghue P., Sanderson J., Seymour K., Bruford M., Groves C., Hoffmann M., Nowell K., Timmons Z. & Tobe S. 2017. A revised taxonomy of the Felidae. The final report of the Cat Classification Task Force of the IUCN/SSC Cat Specialist Group. In: Cat News. Special Issue 11, 80 Seiten.